# Seznam dílů seriálu Agenti S.H.I.E.L.D.
Toto je seznam dílů seriálu Agenti S.H.I.E.L.D.. Americký dobrodružný sci-fi televizní seriál Agenti S.H.I.E.L.D. byl premiérově vysílán od 24. září 2013 do 12. srpna 2020 na televizní stanici ABC.
V Česku byl seriál vysílán od 20. září 2015 do 10. dubna 2017 na stanici Fanda TV, poté Nova Action. Stanice odvysílala pouze první tři řady. Všech sedm řad seriálu bylo v Česku nakonec zveřejněno 14. června 2022 na službě Disney+.

## Přehled řad
| Řada | Díly | Premiéra v USA   | Premiéra v USA  | Premiéra v ČR   | Premiéra v ČR      |
| Řada | Díly | První díl        | Poslední díl    | První díl       | Poslední díl       |
| ---- | ---- | ---------------- | --------------- | --------------- | ------------------ |
| 1    | 22   | 24. září 2013    | 13. května 2014 | 20. září 2015   | 29. listopadu 2015 |
| 2    | 22   | 23. září 2014    | 12. května 2015 | 26. února 2017  | 19. března 2017    |
| 3    | 22   | 29. září 2015    | 17. května 2016 | 20. března 2017 | 10. dubna 2017     |
| 4    | 22   | 20. září 2016    | 16. května 2017 | vysíláno        | vysíláno           |
| 5    | 22   | 1. prosince 2017 | 18. května 2018 | vysíláno        | vysíláno           |
| 6    | 13   | 10. května 2019  | 2. srpna 2019   | vysíláno        | vysíláno           |
| 7    | 13   | 27. května 2020  | 12. srpna 2020  | vysíláno        | vysíláno           |

## Seznam dílů

### První řada (2013–2014)
| Č. v seriálu | Č. v řadě | Původní název                  | Český název                | Režie            | Scénář                                         | Premiéra v USA     | Premiéra v ČR      | Sledovanost v USA (v milionech diváků) |
| ------------ | --------- | ------------------------------ | -------------------------- | ---------------- | ---------------------------------------------- | ------------------ | ------------------ | -------------------------------------- |
| 1            | 1         | Pilot                          | Nový svět                  | Joss Whedon      | Joss Whedon, Jed Whedon a Maurissa Tancharoen  | 24. září 2013      | 20. září 2015      | 12,12                                  |
| 2            | 2         | 0-8-4                          | 0-8-4                      | David Straiton   | Maurissa Tancharoen, Jed Whedon a Jeffrey Bell | 1. října 2013      | 20. září 2015      | 8,66                                   |
| 3            | 3         | The Asset                      | Přínos                     | Milan Cheylov    | Jed Whedon a Maurissa Tancharoen               | 8. října 2013      | 27. září 2015      | 7,87                                   |
| 4            | 4         | Eye Spy                        | Kdo se dívá                | Roxann Dawsonová | Jeffrey Bell                                   | 15. října 2013     | 27. září 2015      | 7,85                                   |
| 5            | 5         | Girl in the Flower Dress       | Dívka v květovaných šatech | Jesse Bochco     | Brent Fletcher                                 | 22. října 2013     | 4. října 2015      | 7,39                                   |
| 6            | 6         | FZZT                           | Výboj                      | Vincent Misiano  | Paul Zbyszewski                                | 5. listopadu 2013  | 4. října 2015      | 7,15                                   |
| 7            | 7         | The Hub                        | Hub                        | Bobby Roth       | Rafe Judkins a Lauren LeFrancová               | 12. listopadu 2013 | 11. října 2015     | 6,67                                   |
| 8            | 8         | The Well                       | Studna                     | Jonathan Frakes  | Monica Owusu-Breenová                          | 19. listopadu 2013 | 11. října 2015     | 6,89                                   |
| 9            | 9         | Repairs                        | Škody                      | Billy Gierhart   | Maurissa Tancharoen a Jed Whedon               | 26. listopadu 2013 | 18. října 2015     | 9,69                                   |
| 10           | 10        | The Bridge                     | Most                       | Holly Dale       | Shalisha Francisová                            | 10. prosince 2013  | 18. října 2015     | 6,11                                   |
| 11           | 11        | The Magical Place              | Zázračné místo             | Kevin Hooks      | Paul Zbyszewski a Brent Fletcher               | 7. ledna 2014      | 25. října 2015     | 6,63                                   |
| 12           | 12        | Seeds                          | Sémě                       | Kenneth Fink     | Monica Owusu-Breenová a Jed Whedon             | 14. ledna 2014     | 25. října 2015     | 6,37                                   |
| 13           | 13        | T.R.A.C.K.S.                   | Vlak                       | Paul Edwards     | Lauren LeFrancová a Rafe Judkins               | 4. února 2014      | 1. listopadu 2015  | 6,62                                   |
| 14           | 14        | T.A.H.I.T.I.                   | T.A.H.I.T.I.               | Bobby Roth       | Jeffrey Bell                                   | 4. března 2014     | 1. listopadu 2015  | 5,46                                   |
| 15           | 15        | Yes Man                        | Služebníci                 | John Terlesky    | Shalisha Francisová                            | 11. března 2014    | 8. listopadu 2015  | 5,99                                   |
| 16           | 16        | End of the Beginning           | Konec začátku              | Bobby Roth       | Paul Zbyszewski                                | 1. dubna 2014      | 8. listopadu 2015  | 5,71                                   |
| 17           | 17        | Turn, Turn, Turn               | Časy se mění               | Vincent Misiano  | Jed Whedon a Maurissa Tancharoen               | 8. dubna 2014      | 15. listopadu 2015 | 5,37                                   |
| 18           | 18        | Providence                     | Providence                 | Milan Cheylov    | Brent Fletcher                                 | 15. dubna 2014     | 15. listopadu 2015 | 5,52                                   |
| 19           | 19        | The Only Light in the Darkness | Jediné světlo v temnotě    | Vincent Misiano  | Monica Owusu-Breenová                          | 22. dubna 2014     | 22. listopadu 2015 | 6,04                                   |
| 20           | 20        | Nothing Personal               | Nic osobního               | Billy Gierhart   | Paul Zbyszewski a DJ Doyle                     | 29. dubna 2014     | 22. listopadu 2015 | 5,95                                   |
| 21           | 21        | Ragtag                         | Vděčnost                   | Roxann Dawsonová | Jeffrey Bell                                   | 6. května 2014     | 29. listopadu 2015 | 5,37                                   |
| 22           | 22        | Beginning of the End           | Počátek konce              | David Straiton   | Maurissa Tancharoen a Jed Whedon               | 13. května 2014    | 29. listopadu 2015 | 5,45                                   |

### Druhá řada (2014–2015)
| Č. v seriálu | Č. v řadě | Původní název                         | Český název                            | Režie                         | Scénář                                       | Premiéra v USA     | Premiéra v ČR                  | Sledovanost v USA (v milionech diváků) |
| ------------ | --------- | ------------------------------------- | -------------------------------------- | ----------------------------- | -------------------------------------------- | ------------------ | ------------------------------ | -------------------------------------- |
| 23           | 1         | Shadows                               | Stíny                                  | Vincent Misiano               | Jed Whedon a Maurissa Tancharoen             | 23. září 2014      | 26. února 2017                 | 5,98                                   |
| 24           | 2         | Heavy is the Head                     | Těžká je hlava                         | Jesse Bochco                  | Paul Zbyszewski                              | 30. září 2014      | 27. února 2017                 | 5,05                                   |
| 25           | 3         | Making Friends and Influencing People | Jak získávat přátele a působit na lidi | Bobby Roth                    | Monica Owusu-Breenová                        | 7. října 2014      | 28. února 2017                 | 4,47                                   |
| 26           | 4         | Face My Enemy                         | Tváří v tvář nepříteli                 | Kevin Tancharoen              | Drew Greenberg                               | 14. října 2014     | 1. března 2017                 | 4,70                                   |
| 27           | 5         | A Hen in the Wolf House               | Slípka ve vlčím doupěti                | Holly Dale                    | Brent Fletcher                               | 21. října 2014     | 2. března 2017                 | 4,36                                   |
| 28           | 6         | A Fractured House                     | Rozbitý dům                            | Ron Underwood                 | Rafe Judkins a Lauren LeFrancová             | 28. října 2014     | 3. března 2017                 | 4,44                                   |
| 29           | 7         | The Writing on the Wall               | Na zdi vyryté                          | Vincent Misiano               | Craig Titley                                 | 11. listopadu 2014 | 4. března 2017                 | 4,27                                   |
| 30           | 8         | The Things We Bury                    | To, co chceme pohřbít                  | Milan Cheylov                 | DJ Doyle                                     | 18. listopadu 2014 | 5. března 2017                 | 4,58                                   |
| 31           | 9         | ...Ye Who Enter Here                  | Ty, kdož dovnitř vcházíš               | Billy Gierhart                | Paul Zbyszewski                              | 2. prosince 2014   | 6. března 2017                 | 5,36                                   |
| 32           | 10        | What They Become                      | Čím se stanou                          | Michael Zinberg               | Jeffrey Bell                                 | 9. prosince 2014   | 7. března 2017                 | 5,29                                   |
| 33           | 11        | Aftershocks                           | Dozvuky                                | Billy Gierhart                | Maurissa Tancharoen a Jed Whedon             | 3. března 2015     | 8. března 2017                 | 4,48                                   |
| 34           | 12        | Who You Really Are                    | Co jsi vlastně zač                     | Roxann Dawsonová              | Drew Z. Greenberg                            | 10. března 2015    | 9. března 2017                 | 3,80                                   |
| 35           | 13        | One of Us                             | Jeden z nás                            | Kevin Tancharoen              | Monica Owusu-Breenová                        | 17. března 2015    | 10. března 2017                | 4,34                                   |
| 36           | 14        | Love in the Time of Hydra             | Láska za časů Hydry                    | Jesse Bochco                  | Brent Fletcher                               | 24. března 2015    | 11. března 2017                | 4,29                                   |
| 37           | 15        | One Door Closes                       | Dveře se zavírají                      | David Solomon                 | Lauren LeFrancová a Rafe Judkins             | 31. března 2015    | 12. března 2017                | 4,26                                   |
| 38           | 16        | Afterlife                             | Eden                                   | Kevin Hooks                   | Craig Titley                                 | 7. dubna 2015      | 13. března 2017                | 4,24                                   |
| 39           | 17        | Melinda                               | Melinda                                | Garry A. Brown                | DJ Doyle                                     | 14. dubna 2015     | 14. března 2017                | 4,04                                   |
| 40           | 18        | The Frenemy of My Enemy               | Nepřítel mého nepřítele                | Karen Gaviola                 | Monica Owusu-Breenová                        | 21. dubna 2015     | 15. března 2017                | 4,45                                   |
| 41           | 19        | The Dirty Half Dozen                  | Půltucet špinavců                      | Kevin Tancharoen              | Brent Fletcher a Drew Z. Greenberg           | 28. dubna 2015     | 16. března 2017                | 4,57                                   |
| 42           | 20        | Scars                                 | Jizvy                                  | Bobby Roth                    | Rafe Judkins a Lauren LeFrancová             | 5. května 2015     | 17. března 2017                | 4,45                                   |
| 43–44        | 21–22     | S.O.S.                                | S.O.S.                                 | Vincent MisianoBilly Gierhart | Jeffrey BellJed Whedon a Maurissa Tancharoen | 12. května 2015    | 18. března 201719. března 2017 | 3,88                                   |

### Třetí řada (2015–2016)
| Č. v seriálu | Č. v řadě | Původní název          | Český název              | Režie              | Scénář                            | Premiéra v USA     | Premiéra v ČR   | Sledovanost v USA (v milionech diváků) |
| ------------ | --------- | ---------------------- | ------------------------ | ------------------ | --------------------------------- | ------------------ | --------------- | -------------------------------------- |
| 45           | 1         | Laws of Nature         | Přírodní zákony          | Vincent Misiano    | Jed Whedon a Maurissa Tancharoen  | 29. září 2015      | 20. března 2017 | 4,90                                   |
| 46           | 2         | Purpose in the Machine | Účel stroje              | Kevin Tancharoen   | DJ Doyle                          | 6. října 2015      | 21. března 2017 | 4,32                                   |
| 47           | 3         | A Wanted (Inhu)man     | Hledaný Inhuman          | Garry A. Brown     | Monica Owusu-Breenová             | 13. října 2015     | 22. března 2017 | 3,74                                   |
| 48           | 4         | Devils You Know        | Ďáblu v tvář             | Ron Underwood      | Paul Zbyszewski                   | 20. října 2015     | 23. března 2017 | 3,85                                   |
| 49           | 5         | 4,722 Hours            | 4 722 hodin              | Jesse Bochco       | Craig Titley                      | 27. října 2015     | 24. března 2017 | 3,81                                   |
| 50           | 6         | Among Us Hide…         | Skrytý mezi námi         | Dwight Little      | Drew Z. Greenberg                 | 3. listopadu 2015  | 25. března 2017 | 3,84                                   |
| 51           | 7         | Chaos Theory           | Teorie chaosu            | David Solomon      | Lauren LeFrancová                 | 10. listopadu 2015 | 26. března 2017 | 3,49                                   |
| 52           | 8         | Many Heads, One Tale   | Mnoho hlav, jeden příběh | Garry A. Brown     | Jed Whedon a DJ Doyle             | 17. listopadu 2015 | 27. března 2017 | 3,60                                   |
| 53           | 9         | Closure                | Vyrovnání                | Kate Woodsová      | Brent Fletcher                    | 1. prosince 2015   | 28. března 2017 | 3,84                                   |
| 54           | 10        | Maveth                 | Maveth                   | Vincent Misiano    | Jeffrey Bell                      | 8. prosince 2015   | 29. března 2017 | 3,85                                   |
| 55           | 11        | Bouncing Back          | Nový nádech              | Ron Underwood      | Monica-Owusu Breenová             | 8. března 2016     | 30. března 2017 | 3,52                                   |
| 56           | 12        | The Inside Man         | Muž uvnitř               | John Terlesky      | Craig Titley                      | 15. března 2016    | 31. března 2017 | 2,94                                   |
| 57           | 13        | Parting Shot           | Poslední přípitek        | Michael Zinberg    | Paul Zbyszewski                   | 22. března 2016    | 1. dubna 2017   | 2,88                                   |
| 58           | 14        | Watchdogs              | Watchdogs                | Jesse Bochco       | Drew Z. Greenberg                 | 29. března 2016    | 2. dubna 2017   | 3,20                                   |
| 59           | 15        | Spacetime              | Časoprostor              | Kevin Tancharoen   | Maurissa Tancharoen a Jed Whedon  | 5. dubna 2016      | 3. dubna 2017   | 2,81                                   |
| 60           | 16        | Paradise Lost          | Ztracený ráj             | Wendey Stanzlerová | George Kitson a Sharla Oliverová  | 12. dubna 2016     | 4. dubna 2017   | 3,01                                   |
| 61           | 17        | The Team               | Tým                      | Elodie Keeneová    | DJ Doyle                          | 19. dubna 2016     | 5. dubna 2017   | 2,85                                   |
| 62           | 18        | The Singularity        | Singularita              | Garry A. Brown     | Lauren LeFrancová                 | 26. dubna 2016     | 6. dubna 2017   | 3,22                                   |
| 63           | 19        | Failed Experiments     | Nezdařené experimenty    | Wendey Stanzlerová | Brent Fletcher                    | 3. května 2016     | 7. dubna 2017   | 2,92                                   |
| 64           | 20        | Emancipation           | Osvobození               | Vincent Misiano    | Craig Titley                      | 10. května 2016    | 8. dubna 2017   | 2,93                                   |
| 65           | 21        | Absolution             | Rozhřešení               | Billy Gierhart     | Chris Dingess a Drew Z. Greenberg | 17. května 2016    | 9. dubna 2017   | 3,03                                   |
| 66           | 22        | Ascension              | Nanebevstoupení          | Kevin Tancharoen   | Jed Whedon                        | 17. května 2016    | 10. dubna 2017  | 3,03                                   |

### Čtvrtá řada (2016–2017)
První část má podtitul Ghost Rider a je zaměřena na člověka se schopností přeměny na Ghost Ridera.
| Č. v seriálu | Č. v řadě | Původní název                  | Český název                   | Režie            | Scénář                           | Premiéra v USA     | Sledovanost v USA (v milionech diváků) |
| ------------ | --------- | ------------------------------ | ----------------------------- | ---------------- | -------------------------------- | ------------------ | -------------------------------------- |
| 67           | 1         | The Ghost                      | Duch                          | Billy Gierhart   | Jed Whedon a Maurissa Tancharoen | 20. září 2016      | 3,44                                   |
| 68           | 2         | Meet the New Boss              | Seznamte se s novým šéfem     | Vincent Misiano  | Drew Z. Greenberg                | 27. září 2016      | 2,95                                   |
| 69           | 3         | Uprising                       | Povstání                      | Magnus Martens   | Craig Titley                     | 11. října 2016     | 2,68                                   |
| 70           | 4         | Let Me Stand Next to Your Fire | Nech mě stát vedle tvého ohně | Brad Turner      | Matt Owens                       | 18. října 2016     | 2,34                                   |
| 71           | 5         | Lockup                         | Vězení                        | Kate Woods       | Lilla Zuckerman a Nora Zuckerman | 25. října 2016     | 2,30                                   |
| 72           | 6         | The Good Samaritan             | Dobrý samaritán               | Billy Gierhart   | Jeffrey Bell                     | 1. listopadu 2016  | 2,43                                   |
| 73           | 7         | Deals with Our Devils          | Podej ruku ďáblu              | Jesse Bochco     | Daniel J. Doyle                  | 29. listopadu 2016 | 2,41                                   |
| 74           | 8         | The Laws of Inferno Dynamics   | Zákony pekelné dynamiky       | Kevin Tancharoen | Paul Zbyszewski                  | 9. prosince 2016   | 2,37                                   |

Druhá část má podtitul LMD a je zaměřena na roboty s umělou inteligenci (Life-Model Decoys).
| Č. v seriálu | Č. v řadě | Původní název             | Český název       | Režie              | Scénář                             | Premiéra v USA | Sledovanost v USA (v milionech diváků) |
| ------------ | --------- | ------------------------- | ----------------- | ------------------ | ---------------------------------- | -------------- | -------------------------------------- |
| 75           | 9         | Broken Promises           | Porušené přísliby | Garry A. Brown     | Brent Fletcher                     | 10. ledna 2017 | 2,72                                   |
| 76           | 10        | The Patriot               | Vlastenec         | Kevin Tancharoen   | James C. Oliver a Sharla Oliverová | 17. ledna 2017 | 2,03                                   |
| 77           | 11        | Wake Up                   | Probuzení         | Jesse Bochco       | Drew Z. Greenberg                  | 24. ledna 2017 | 2,00                                   |
| 78           | 12        | Hot Potato Soup           | Horká bramboračka | Nina Lopez-Corrado | Craig Titley                       | 31. ledna 2017 | 2,15                                   |
| 79           | 13        | BOOM                      | BOOM              | Billy Gierhart     | Nora Zuckerman a Lilla Zuckerman   | 7. února 2017  | 2,08                                   |
| 80           | 14        | The Man Behind the Shield | Muž za štítem     | Wendey Stanzler    | Matt Owens                         | 14. února 2017 | 2,13                                   |
| 81           | 15        | Self Control              | Sebeovládání      | Jed Whedon         | Jed Whedon                         | 21. února 2017 | 2,01                                   |

Třetí část má podtitul Agents of HYDRA a je zaměřena na alternativní svět, který se jmenuje Framework.
| Č. v seriálu | Č. v řadě | Původní název          | Český název           | Režie            | Scénář                           | Premiéra v USA  | Sledovanost v USA (v milionech diváků) |
| ------------ | --------- | ---------------------- | --------------------- | ---------------- | -------------------------------- | --------------- | -------------------------------------- |
| 82           | 16        | What if…               | Co když…              | Oz Scott         | DJ Doyle                         | 4. dubna 2017   | 2,15                                   |
| 83           | 17        | Identity and Change    | Identita a změna      | Garry A. Brown   | George Kitson                    | 11. dubna 2017  | 2,32                                   |
| 84           | 18        | No Regrets             | Bez výčitek           | Eric Laneuville  | Paul Zbyszewski                  | 18. dubna 2017  | 2,43                                   |
| 85           | 19        | All the Madame's Men   | Všichni madamini muži | Billy Gierhart   | James C. Oliver a Sharla Oliver  | 25. dubna 2017  | 2,15                                   |
| 86           | 20        | Farewell, Cruel World! | Sbohem, krutý světě!  | Vincent Misiano  | Brent Fletcher                   | 2. května 2017  | 2,15                                   |
| 87           | 21        | The Return             | Návrat                | Kevin Tancharoen | Maurissa Tancharoen a Jed Whedon | 9. května 2017  | 2,14                                   |
| 88           | 22        | World's End            | Konec světa           | Billy Gierhart   | Jeffrey Bell                     | 16. května 2017 | 2,08                                   |

### Pátá řada (2017–2018)
| Č. v seriálu | Č. v řadě | Původní název                | Český název                     | Režie                      | Scénář                                         | Premiéra v USA    | Sledovanost v USA (v milionech diváků) |
| ------------ | --------- | ---------------------------- | ------------------------------- | -------------------------- | ---------------------------------------------- | ----------------- | -------------------------------------- |
| 89–90        | 1–2       | Orientation                  | Orientace                       | Jesse BochcoDavid Solomon  | Jed Whedon a Maurissa TancharoenDJ Doyle       | 1. prosince 2017  | 2,54                                   |
| 91           | 3         | A Life Spent                 | Život vynaložený                | Kevin Hooks                | Nora Zuckerman a Lilla Zuckerman               | 8. prosince 2017  | 1,93                                   |
| 92           | 4         | A Life Earned                | Život získaný                   | Stan Brooks                | Drew Z. Greenberg                              | 15. prosince 2017 | 1,84                                   |
| 93           | 5         | Rewind                       | Přetočení                       | Jesse Bochco               | Craig Titley                                   | 22. prosince 2017 | 2,40                                   |
| 94           | 6         | Fun & Games                  | Hry a zábava                    | Clark Gregg                | Brent Fletcher                                 | 5. ledna 2018     | 2,49                                   |
| 95           | 7         | Together or Not at All       | Spolu, nebo vůbec               | Brad Turner                | Matt Owens                                     | 12. ledna 2018    | 2,31                                   |
| 96           | 8         | The Last Day                 | Poslední den                    | Nina Lopez-Corrado         | James C. Oliver a Sharla Oliver                | 19. ledna 2018    | 2,41                                   |
| 97           | 9         | Best Laid Plans              | Nejlepší plán                   | Garry A. Brown             | George Kitson                                  | 26. ledna 2018    | 2,27                                   |
| 98           | 10        | Past Life                    | Minulý život                    | Eric Laneuville            | DJ Doyle                                       | 2. února 2018     | 2,22                                   |
| 99           | 11        | All the Comforts of Home     | Veškeré pohodlí domova          | Kate Woods                 | Drew Z. Greenberg                              | 2. března 2018    | 1,90                                   |
| 100          | 12        | The Real Deal                | Tajná dohoda                    | Kevin Tancharoen           | Jed Whedon, Maurissa Tancharoen a Jeffrey Bell | 9. března 2018    | 2,04                                   |
| 101          | 13        | Principia                    | Principia                       | Brad Turner                | Craig Titley                                   | 16. března 2018   | 2,07                                   |
| 102          | 14        | The Devil Complex            | Ďábelský komplex                | Nina Lopez-Corrado         | Matt Owens                                     | 23. března 2018   | 2,07                                   |
| 103          | 15        | Rise and Shine               | Vstávat a cvičit                | Jesse Bochco               | Iden Baghdadchi                                | 30. března 2018   | 1,88                                   |
| 104          | 16        | Inside Voices                | Vnitřní hlasy                   | Salli Richardson-Whitfield | Mark Leitner                                   | 6. dubna 2018     | 2,08                                   |
| 105          | 17        | The Honeymoon                | Líbánky                         | Garry A. Brown             | James C. Oliver a Sharla Oliver                | 13. dubna 2018    | 1,82                                   |
| 106          | 18        | All Roads Lead…              | Všechny cesty vedou…            | Jennifer Lynch             | George Kitson                                  | 20. dubna 2018    | 1,67                                   |
| 107          | 19        | Option Two                   | Druhá možnost                   | Kevin Tancharoen           | Nora Zuckerman a Lila Zuckerman                | 27. dubna 2018    | 1,68                                   |
| 108          | 20        | The One Who Will Save Us All | Ten, který nás všechny zachrání | Cherie Gierhart            | Brent Fletcher                                 | 4. května 2018    | 1,65                                   |
| 109          | 21        | The Force of Gravity         | Síla gravitace                  | Kevin Tancharoen           | Drew Z. Greenberg a Craig Titley               | 11. května 2018   | 1,94                                   |
| 110          | 22        | The End                      | Konec                           | Jed Whedon                 | Jed Whedon a Maurissa Tancharoen               | 18. května 2018   | 1,88                                   |

### Šestá řada (2019)
| Č. v seriálu | Č. v řadě | Původní název                             | Český název                     | Režie                | Scénář                           | Premiéra v USA    | Sledovanost v USA (v milionech diváků) |
| ------------ | --------- | ----------------------------------------- | ------------------------------- | -------------------- | -------------------------------- | ----------------- | -------------------------------------- |
| 111          | 1         | Missing Pieces                            | Chybějící díly                  | Clark Gregg          | Jed Whedon a Maurissa Tancharoen | 10. května 2019   | 2,31                                   |
| 112          | 2         | Window of Opportunity                     | Okno příležitosti               | Kevin Tancharoen     | James C. Oliver a Sharla Oliver  | 17. května 2019   | 2,18                                   |
| 113          | 3         | Fear and Loathing on the Planet of Kitson | Strach a hnus na planetě Kitson | Jesse Bochco         | Brent Fletcher a Craig Titley    | 24. května 2019   | 2,26                                   |
| 114          | 4         | Code Yellow                               | Žlutý kód                       | Mark Kolpack         | Nora Zuckerman a Lilla Zuckerman | 31. května 2019   | 2,35                                   |
| 115          | 5         | The Other Thing                           | Druhá věc                       | Lou Diamond Phillips | George Kitson                    | 14. června 2019   | 2,18                                   |
| 116          | 6         | Inescapable                               | Před čím nelze utéct            | Jesse Bochco         | DJ Doyle                         | 21. června 2019   | 2,12                                   |
| 117          | 7         | Toldja                                    | Já to říkal                     | Keith Potter         | Mark Leitner                     | 28. června 2019   | 2,17                                   |
| 118          | 8         | Collision Course (Part I)                 | Kolizní kurz (1. část)          | Kristin Windell      | Jeffrey Bell a Craig Titley      | 5. července 2019  | 1,79                                   |
| 119          | 9         | Collision Course (Part II)                | Kolizní kurz (2. část)          | Sarah Boyd           | Iden Baghdadchi                  | 12. července 2019 | 2,30                                   |
| 120          | 10        | Leap                                      | Skok                            | Garry A. Brown       | Drew Z. Greenberg                | 19. července 2019 | 2,38                                   |
| 121          | 11        | From the Ashes                            | Z popela                        | Jennifer Phang       | James C. Oliver a Sharla Oliver  | 26. července 2019 | 2,14                                   |
| 122          | 12        | The Sign                                  | Znamení                         | Nina Lopez-Corrado   | Nora Zuckerman a Lilla Zuckerman | 2. srpna 2019     | 1,88                                   |
| 123          | 13        | New Life                                  | Nový život                      | Kevin Tancharoen     | Brent Fletcher a Jed Whedon      | 2. srpna 2019     | 1,88                                   |

### Sedmá řada (2020)
| Č. v seriálu | Č. v řadě | Původní název                                      | Český název                       | Režie                | Scénář                                                          | Premiéra v USA    | Sledovanost v USA (v milionech diváků) |
| ------------ | --------- | -------------------------------------------------- | --------------------------------- | -------------------- | --------------------------------------------------------------- | ----------------- | -------------------------------------- |
| 124          | 1         | The New Deal                                       | Nová dohoda                       | Kevin Tancharoen     | George Kitson                                                   | 27. května 2020   | 1,82                                   |
| 125          | 2         | Know Your Onions                                   | Znát svou cibuli                  | Eric Laneuville      | Craig Titley                                                    | 3. června 2020    | 1,50                                   |
| 126          | 3         | Alien Commies from the Future!                     | Mimozemští komouši z budoucnosti! | Nina Lopez-Corrado   | Nora Zuckerman a Lilla Zuckerman                                | 10. června 2020   | 1,57                                   |
| 127          | 4         | Out of the Past                                    | Z minulosti                       | Garry A. Brown       | Mark Leitner                                                    | 17. června 2020   | 1,40                                   |
| 128          | 5         | A Trout in the Milk                                | Pstruh v mléce                    | Stan Brooks          | Iden Baghdadchi                                                 | 24. června 2020   | 1,37                                   |
| 129          | 6         | Adapt or Die                                       | Přizpůsobit se, nebo zemřít       | Aprill Winney        | DJ Doyle                                                        | 1. července 2020  | 1,32                                   |
| 130          | 7         | The Totally Excellent Adventures of Mack and the D | Slavná dobrodružství Macka a Deka | Jesse Bochco         | Brent Fletcher                                                  | 8. července 2020  | 1,39                                   |
| 131          | 8         | After, Before                                      | Před a poté                       | Eli Gonda            | James C. Oliver a Sharla Oliver                                 | 15. července 2020 | 1,38                                   |
| 132          | 9         | As I Have Always Been                              | Jak jsem vždycky byl              | Elizabeth Henstridge | Drew Z. Greenberg                                               | 22. července 2020 | 1,28                                   |
| 133          | 10        | Stolen                                             | Krádež                            | Garry A. Brown       | námět: Mark Linehan Bruner scénář: George Kitson a Mark Leitner | 29. července 2020 | 1,30                                   |
| 134          | 11        | Brand New Day                                      | Zbrusu nový den                   | Keith Potter         | Christopher Freyer                                              | 5. srpna 2020     | 1,25                                   |
| 135          | 12        | The End Is at Hand                                 | Konec se blíží                    | Chris Cheramie       | Jeffrey Bell                                                    | 12. srpna 2020    | 1,46                                   |
| 136          | 13        | What We're Fighting For                            | Za co bojujeme                    | Kevin Tancharoen     | Jed Whedon                                                      | 12. srpna 2020    | 1,46                                   |